# Chuck Palahniuk
Chuck Palahniuk (Pasco, Washington, 21 de fevereiro de 1962) é um escritor estadunidense de ascendência ucraniana. O seu trabalho mais popular é Clube da Luta (Clube de Combate em Portugal), que foi posteriormente adaptado para cinema.

## Biografia e Carreira
Jornalista de profissão, Palahniuk já foi lutador amador, caminhoneiro e até mecânico de automóveis. Teve o pai assassinado com a namorada pelo ex-marido dela. Quando era adolescente, seu avô cometeu suicídio após matar a mulher. 
Os personagens na obra de Palahniuk são indivíduos que, de uma ou outra forma, foram marginalizados pela sociedade, frequentemente reagindo com agressividade auto-destrutiva. O escritor lê pouca ficção, para escrever suas obras é influenciado, principalmente, por pensadores do Século XX. A narrativa nos livros de Palahniuk começam, não raramente, no seu fim cronológico, com o protagonista a recontar os eventos que conduziram ao ponto que forma o princípio do livro. Por bastantes vezes há um ponto de viragem da história, na forma de uma revelação inesperada perto do fim. O estilo de Palahniuk é caracterizado pelo uso e repetição de frases curtas plenas de humor cínico ou irônico. O autor gosta de descrever o seu estilo como Ficção transgressional.
Em setembro de 2003, Palahniuk foi entrevistado por Karen Valby, repórter do Entertainment Weekly. Durante a entrevista, de boa fé, Palahniuk deu informações referentes ao seu parceiro. Até então era considerado por muitos que ele era casado com uma mulher (alguns membros da imprensa alegaram que ele tinha uma esposa), mas, na verdade, Palahniuk estava vivendo com seu namorado. Algum tempo depois, Palahniuk chegou a acreditar que Valby ia publicar esta informação em seu artigo, sem o seu consentimento. Em resposta, ele fez uma gravação de áudio com raiva e o colocou em seu web site, não só revelando que ele era gay, mas também fazendo comentários negativos sobre Valby e um membro de sua família. Os temores de Palahniuk acabaram se revelando incorretos, o artigo de Valby não revelou nada sobre sua vida pessoal fora o fato de que ele era solteiro. A gravação foi mais tarde removida do site, fazendo com que alguns fãs acreditassem que Palahniuk estava envergonhado por sua homossexualidade. De acordo com Dennis Widmyer, o webmaster do site, a gravação não foi removida por causa das declarações a respeito de sua sexualidade, mas por causa das declarações negativas sobre Valby. Palahniuk depois postou uma nova gravação, pedindo a seus fãs para não reagirem de forma exagerada a esses eventos. Ele também pediu desculpas por seu comportamento, alegando que ele desejava que não tivesse gravado a mensagem. Palahniuk é hoje em dia abertamente gay e de acordo com um perfil e entrevista ao The Advocate em maio de 2008 ele e seu parceiro não identificado vivem em "um antigo complexo externo da igreja de Vancouver, Washington ". Ele e seu parceiro estão juntos há mais de vinte anos, depois de terem se conhecido enquanto Palahniuk estava trabalhando em Freightliner.
Os direitos cinematográficos de Survivor (Sobrevivente) foram vendidos, mas nenhum estúdio se empenhou na adaptação do romance, pois depois dos ataques no Pentágono e no World Trade Center a 11 de Setembro os estúdios de cinema consideraram o romance demasiado controverso, já que o protagonista sequestra um avião e decide se matar.
A edição de Março de 2004 da revista Playboy publicou um conto de Chuck Palahniuk intitulado Guts (Vísceras, que integra o livro Haunted). Quando da sua digressão em 2003 para promover o romance Diary, o autor leu o conto para as audiências. Alegadamente mais de 35 pessoas desmaiaram ao ouvir a leitura, embora os eventos sejam factuais, a veracidade das reações é bastante discutida.
Em 2003, foi realizado por membros do site oficial do autor um documentário em filme sobre a sua vida, chamado Postcards from the Future: The Chuck Palahniuk Documentary .
Durante a ComicCon de São Diego, em 2013, Chuck anunciou a continuação de Clube da Luta, romance amplamente conhecido devido à versão cinematográfica, em formato de Graphic Novel.
O site oficial, "The Cult" (O Culto) como se auto-intitula, iniciou uma oficina de escrita onde o próprio Chuck Palahniuk ensina os seus truques. Todos os meses o autor escreve um ensaio sobre um dos truques (ensaios estes que serão compilados num livro sobre escrita minimalista). É um autor muito dedicado aos seus fãs como pode ser observado no site oficial.

## Obras

### Ficção
- Clube da Luta (Fight Club, 1996)
- Sobrevivente (Survivor, 1999)
- Monstros Invisíveis (Invisible Monsters, 1999)
- No Sufoco (Choke, 2001)
- Cantiga de Ninar (Lullaby, 2002)
- Diário (Diary, 2003)
- Assombro (Haunted, 2005)
- Rant (2007 - não traduzido)
- Snuff (Snuff, 2008)
- Pygmy (2009 - não traduzido)
- Tell-All (2010 - não traduzido)
- Condenada (Damned, 2011)
- Maldita (Doomed, 2013)
- Clímax (Beautiful You, 2014)
- Invente Alguma Coisa (Make Something Up, 2015)
- Clube da Luta 2 (Fight Club 2, 2015-16) (graphic novel com Cameron Stewart)
- Bait: An Off-Color Stories for You to Color (2016 - não traduzido)
- Legacy: An Off-Color Novella for You to Color (2017 - não traduzido)
- Adjustment Day (2019 - não traduzido)
- Clube da Luta 3 (Fight Club 3, 2019 - não traduzido) (graphic novel com Cameron Stewart)

### Não-Ficção
- Fugitives and Refugees: A Walk in Portland, Oregon (2003 - não traduzido)
- Mais Estranho que a Ficção (Stranger Than Fiction: True Stories, 2004)
- Consider This: Moments In My Writing Life After Which Everything Was Different (2020 - não traduzido)